# Coenosia pauli
Coenosia pauli is een vliegensoort uit de familie van de echte vliegen (Muscidae). De wetenschappelijke naam van de soort is voor het eerst geldig gepubliceerd in 2001 door Pont.